# Eberhard von Fürstenberg
Eberhard von Fürstenberg († 1127) war Fürstbischof von Straßburg zwischen 1125 und 1127 unter der Herrschaft König Lothars III. und unter den Pontifikaten von Honorius II. und Innozenz II. Die Diözese von Straßburg besaß von 1125 bis 1127 drei Bischöfe, die gleichzeitig und gegeneinander einen jeweils berechtigten Anspruch auf das Bistum anmeldeten: Kuno von Michelbach, Bruno von Haigerloch-Wiesneck und Eberhard. Der zweite konnte sich wieder mit dem staufischen Herrscher versöhnen und nach Eberhards Tod den Bischofssitz erneut belegen.

## Eine kurze Amtszeit
Eberhard von Fürstenberg war Stiftsherr von Straßburg. Im turbulenten Kontext der Thronfolge zwischen Lothar III. und Friedrich II. wurde er anstelle des kontroversen Bruno von Haigerloch-Wiesneck zum Bischof ernannt, weil er Partei für Lothar III. genommen hatte.
Lothar III. kam bereits 1125 nach Straßburg, um dort das Weihnachtsfest zu feiern. Der Erzbischof von Mainz, Adalbert I. von Saarbrücken, hatte von Anfang an eine feindselige Haltung gegenüber dem als Eindringling dargestellten Bischof Bruno von Haigerloch-Wiesneck und empfahl dem Kaiser, den amtierenden Bischof abzusetzen und an dessen Stelle den wohlwollenden Eberhard zu wählen, der allerdings bereits zwei Jahre später verstarb. Bedingt durch die sehr kurze Amtszeit des Bischofs Eberhard verfügen die Historiker und Biographen über äußerst wenig Quellen und Informationen über das Leben und Wirken von diesem Bischof. 
Das Journal historique de l’Alsace erwähnt einen schlauen Prälaten und Strategen, der als Anhänger des Herzogs von Sachsen Lothar III. im August 1125 gegen den Herzog von Elsass Friedrich II. bei Hochfelden kämpfen musste, obwohl seine Truppen in der Unterzahl waren. Es war gegenseitig vereinbart worden, dass der Kampf beim Glockengeläut des Mittags eröffnet würde. Der Bischof schickte treue Gesandte in die Nachbardörfer Duntzenheim, Gougenheim, Willgottheim und Rohr, damit um elf Uhr die Glocken läuten und so tun, als ob es Mittag wäre. Die bischöflichen Truppen griffen somit eine Stunde früher an und trafen auf ein herzogliches Heer, das noch dabei war, die Schlacht vorzubereiten. Diese Geschichte gehört vielmehr zu den Anekdoten, die um gewonnene Schlachten herumlaufen. Es gibt keinerlei Beweise oder genaue Kriegsbücher aus dieser Zeit. Was ebenfalls Zweifel hervorrufen kann, ist die Ähnlichkeit mit der Schlacht bei Dunzenheim 1131 zwischen Bischof Gebhard von Urach und demselben Friedrich II., wo Letzterer wiederum eine Niederlage einstecken musste.